# 奧羅維爾湖
奥罗维尔湖是美国加利福尼亚州布特郡的一个水庫，由奧羅維爾水壩拦截羽毛河的水流蓄成，位于奥罗维尔东北5英里（8.0）处，地处内华达山脉西侧。它是加利福尼亚州第二大水库，也是加州水資源計畫的基石，在蓄水、防洪、娱乐、释放淡水以改善萨克拉门托 - 圣华金三角洲盐度、保护鱼类及野生动物方面起着重要作用。
该湖泊为美国知名的钓鱼地点。